# Minh Hải (xã)
Minh Hải là một xã thuộc huyện Văn Lâm, tỉnh Hưng Yên, Việt Nam.

## Địa lý
Xã Minh Hải có vị trí địa lý:
- Phía đông và phía nam giáp thị xã Mỹ Hào
- Phía tây giáp xã Đình Dù và xã Lạc Hồng
- Phía bắc giáp các xã Đại Đồng, Chỉ Đạo và Lạc Đạo.

Xã Minh Hải có diện tích 7,92 km², dân số năm 2019 là 11.285 người, mật độ dân số đạt 1.424 người/km².

## Hành chính
Xã Minh Hải được chia thành 6 thôn: Thanh Đặng, Hoàng Nha, Ao, Chùa, Khách, Thanh Khê.

## Lịch sử
Trước đây, Minh Hải là một xã thuộc huyện Mỹ Văn.
Ngày 24 tháng 7 năm 1999, Chính phủ ban hành Nghị định 60/1999/NĐ-CP về việc chia huyện Mỹ Văn thành 3 huyện: Mỹ Hào, Văn Lâm và Yên Mỹ. Xã Minh Hải trực thuộc huyện Văn Lâm.

## Giao thông
Xã có tỉnh lộ 380 đi qua xã nằm giữa ngã tư Phố Nối và ngã tư Nghĩa Lộ.

## Văn hóa

### Chùa Hương Lãng và bảo vật quốc gia
Chùa Hương Lãng tên chữ là Thạch Quang Tự là ngôi chùa cổ được xây dựng vào thời Lý vào khoảng năm 1115. Chùa thờ Phật và nguyên phi Ỷ Lan. Di tích đã được xếp hạng cấp quốc gia năm 1974. Chùa có hai bảo vật quốc gia là tượng sư tử đá (ông Sấm) và thành bậc đá.

## Kinh tế

### Nghề truyền thống
Xã Minh Hải có nghề đan tre như: thúng, sảo, sàng, quang gánh... tập trung nhiều nhất ở thôn Thanh Khê nhưng vài năm trở lại đây đã bị mai một.Và bây giờ không còn nữa.Bây giờ ko còn nữa